# Agnès Vallée
Pour les articles homonymes, voir Vallée (homonymie).
Agnès Vallée est une productrice de cinéma française née le 28 novembre 1971.

## Biographie
Après des études de droit et des stages dans des sociétés de production, elle s'associe à Emmanuel Barraux au sein de 31 Juin Films,.
Elle est membre du collectif 50/50 qui a pour but de promouvoir l’égalité des femmes et des hommes et la diversité dans le cinéma et l’audiovisuel,.

## Filmographie (sélection)
- 2006 : J'invente rien de Michel Leclerc
- 2011 : Poursuite de Marina Déak
- 2012 : Télé Gaucho de Michel Leclerc
- 2012 : Les Fraises des bois de Dominique Choisy
- 2014 : Hippocrate de Thomas Lilti
- 2015 : Africaine de Stéphanie Girerd
- 2015 : Les Chaises musicales de Marie Belhomme
- 2016 : Médecin de campagne de Thomas Lilti
- 2018 : Première Année de Thomas Lilti
- 2023 : Un métier sérieux de Thomas Lilti

## Distinctions

### Nominations
- César 2015 : César du meilleur film pour Hippocrate